# Campeonato Mundial de Rali de 1978
Resultados do World Rally Championship de 1978
As classificações apresentadas reportam ao campeonato mundial de ralis de 1975 e não de 1978.

## Copa FIA du pilotos
| #  | Pilota              | Rally  | Rally     | Rally  | Rally  | Rally    | Rally  | Rally   | Rally   | Rally     | Rally         | Rally  | Rally  | Rally  | Rally  | Rally     | Rally   | Rally           | Rally  | Rally       | Tot. |
| -- | ------------------- | ------ | --------- | ------ | ------ | -------- | ------ | ------- | ------- | --------- | ------------- | ------ | ------ | ------ | ------ | --------- | ------- | --------------- | ------ | ----------- | ---- |
|    |                     | Mónaco | Finlândia | Suécia | Quénia | Portugal | Grécia | Escócia | Polónia | Finlândia | Nova Zelândia | Canadá | França | Itália | Itália | Austrália | Espanha | Costa do Marfim | França | Reino Unido |      |
| 1  | Markku Alén         | -      | 4         | (4)    | -      | 9        | 6      | -       | -       | 9         | -             | 6      | -      | 9      | 9      | -         | -       | -               | -      | -           | 52   |
| 2  | Jean-Pierre Nicolas | 9      | -         | -      | 9      | 4        | -      | -       | -       | -         | -             | -      | -      | -      | -      | -         | -       | 9               | -      | -           | 31   |
| 3  | Hannu Mikkola       | -      | -         | 6      | -      | 6        | -      | 9       | -       | -         | -             | -      | -      | -      | -      | -         | -       | -               | -      | 9           | 30   |
| 4  | Michèle Mouton      | -      | -         | -      | -      | -        | -      | -       | -       | -         | -             | 9      | -      | -      | 3      | -         | -       | -               | 2      | -           | 14   |
| 5  | Russell Brookes     | -      | -         | -      | -      | -        | -      | -       | -       | -         | 9             | -      | -      | -      | -      | -         | -       | -               | -      | 4           | 13   |
| 6  | Walter Röhrl        | 3      | -         | -      | -      | -        | (9)    | -       | -       | -         | -             | -      | 9      | -      | -      | -         | -       | -               | -      | 1           | 13   |
| 7  | Bernard Darniche    | 2      | -         | -      | -      | -        | -      | -       | -       | -         | -             | -      | -      | -      | -      | -         | -       | -               | 9      | -           | 11   |
| 7  | Ari Vatanen         | -      | 9         | 2      | -      | -        | -      | -       | -       | -         | -             | -      | -      | -      | -      | -         | -       | -               | -      | -           | 11   |
| 9  | Jean Ragnotti       | 6      | -         | -      | -      | -        | -      | -       | -       | -         | -             | -      | -      | -      | -      | -         | -       | 3               | -      | -           | 10   |
| 9  | Pentti Airikkala    | -      | -         | -      | -      | -        | -      | -       | 6       | -         | 4             | -      | -      | -      | -      | -         | -       | -               | -      | -           | 10   |
| 11 | Antonio Zanini      | -      | -         | -      | -      | -        | -      | -       | 9       | -         | -             | -      | -      | -      | -      | -         | -       | -               | -      | -           | 9    |
| 11 | Tony Carello        | -      | -         | -      | -      | -        | -      | -       | -       | -         | -             | -      | -      | -      | -      | -         | 9       | -               | -      | -           | 9    |
| 11 | George Fury         | -      | -         | -      | -      | -        | -      | -       | -       | -         | -             | -      | -      | -      | -      | 9         | -       | -               | -      | -           | 9    |
| 14 | Björn Waldegård     | -      | -         | (9)    | 3      | -        | -      | -       | -       | -         | -             | -      | -      | -      | -      | -         | -       | -               | -      | 6           | 9    |

## Provas
| Nome                          | Data inicio-fim | Podium Piloto                                                                                      | Podium Carro                                                                  |
| ----------------------------- | --------------- | -------------------------------------------------------------------------------------------------- | ----------------------------------------------------------------------------- |
| Rallye Automobile Monte Carlo | 17-24 Janeiro   | 1. Sandro Munari (6h:25m:10s) 2. Björn Waldegård (6h:26m:37s) 3. Bernard Darniche (6h:31m:23s      | 1. Lancia Stratos 2. Lancia Stratos 3. Lancia Stratos                         |
| Uddeholm Swedish Rally        | 20-22 Fevereiro | 1. Per Eklund 2. Stig Blomqvist 3. Anders Kulläng                                                  | 1. Saab 96 V4 2. Saab 96 V4 3. Opel Ascona                                    |
| Portugal Rally                | 10-14 Março     | 1. Sandro Munari (5h:41m:26s) 2. Ove Andersson (5h:44m:24s) 3. 'Méqépé' (5h:26m;37s)               | 1. Lancia Stratos 2. Toyota Celica 3. Opel Kadett GT/E                        |
| Safari Rally Kenya            | 15-19 Abril     | 1. Joginder Singh (1h:47m) 2. Robin Ulyate (2h:21m) 3. Andrew Cowan (2h:42m)                       | 1. Mitsubishi Colt Lancer 2. Mitsubishi Colt Lancer 3. Mitsubishi Colt Lancer |
| Acropolis Rally Greece        | 22-28 Maio      | 1. Harry Källström (8h:42m:14s) 2. 'Siroco' (8h:48m:38s) 3. Shekhar Mehta (9h:09m:53s)             | 1. Datsun Violet 2. Alpine Renault A110 3. Datsun Violet                      |
| Moroccan Rally                | 22-27 Junho     | 1. Jean-Pierre Nicolas (20h:20m:14s) 2. Simo Lampinen (20h:42m:52s) 3. Sandro Munari (21h:38m:38s) | 1. Peugeot 504 2. Peugeot 504 3. Lancia Stratos                               |
| 1000 Lakes Rally              | 27-29 Agosto    | 1. Markku Alén (4h:10m:18s) 2. Pentti Airikkala (4h:11m:03s) 3. Hannu Mikkola (4h:13m:32s)         | 1. Fiat Abarth 131 2. Ford Escort RS1800 3. Toyota Celica                     |
| Rally Italia Sanremo          | 6-9 Outubro     | 1. Björn Waldegård (10h:27m:40s) 2. Sandro Munari (10h:27m:44s) 3. Raffaele Pinto (10h:37m:13s)    | 1. Lancia Stratos 2. Lancia Stratos 3. Lancia Stratos                         |
| Tour de Corse                 | 6-7 Novembro    | 1. Sandro Munari (8h:23m:55s) 2. Bernard Darniche (8h:24m:12s 3. Jacques Almèras (8h:49m:14s)      | 1. Lancia Stratos 2. Lancia Stratos 3. Porsche 911                            |
| Lombard RAC Rally             | 19-23 Novembro  | 1. Hannu Mikkola (8:47m:23s) 2. Björn Waldegård (8h:52m:41s) 3. Russell Brookes (8h:58m:55s)       | 1. Ford Escort RS1800 2. Ford Escort RS1800 3. Ford Escort RS1800             |